# Neoconger vermiformis
Espèce
Statut de conservation UICN

 LC  : Préoccupation mineure
Neoconger vermiformis est une espèce de poissons téléostéens serpentiformes.